# Molí d'Utxesa
El Molí d'Utxesa és una obra de Torres de Segre (Segrià) inclosa a l'Inventari del Patrimoni Arquitectònic de Catalunya.

## Descripció
Molí en un estat de conservació mitjà. Consta de planta baixa i pis, amb una coberta que s'ha ensorrat però que segurament era a dues aigües. La planta baixa, que presenta diverses filades de carreus irregulars, encara conserva l'obertura d'accés al centre, d'arc carpanell adovellat. Al pis superior, sobre la porta d'accés, hi ha una finestra rectangular amb llinda. Encara es conserva la petita obertura que permetia l'entrada de la canal d'aigua al molí, d'arc de mig punt adovellat.